# Ravinia pusiola
Ravinia pusiola är en tvåvingeart som först beskrevs av Wulp 1896.  Ravinia pusiola ingår i släktet Ravinia och familjen köttflugor. Inga underarter finns listade i Catalogue of Life.